# Opisthotropis maxwelli
Opisthotropis maxwelli är en ormart som beskrevs av Boulenger 1914. Opisthotropis maxwelli ingår i släktet Opisthotropis och familjen snokar. Inga underarter finns listade i Catalogue of Life.
Denna orm förekommer i sydöstra Kina i provinserna Fujian, Jiangxi, Guangdong och Guangxi. Den vistas i olika habitat vid vattendrag och andra vattenansamlingar. Födan utgörs av vattenlevande ringmaskar. Honor lägger ägg.
Det är inget känt om populationens storlek och möjliga hot. Opisthotropis maxwelli är sällsynt. IUCN kategoriserar arten globalt som otillräckligt studerad.